# Харцизька міська територіальна громада
Харцизька  міська громада — номінально утворена територіальна громада в Україні, у Донецькому районі Донецької області. Адміністративний центр — місто Харцизьк.
Територія утвореної територіальної громади є тимчасово окупованою.
Утворена розпорядженням Кабінету Міністрів України від 12 червня 2020 р. № 710-р.

## Населені пункти
До складу територіальної громади входять 2 міста — Зугрес, Харцизьк; 10 селищ: Благодатне, Ведмеже, Водобуд, Гірне, Зуївка, Миколаївка, Покровка, Троїцько-Харцизьк, Шахтне, Широке та 6 сіл: Дубівка, Золотарівка, Новомиколаївка, Новопелагіївка, Півче, Цупки.